# Прапор Кіто
Прапор міста Кіто та кантону Кіто визначається статтею 1 муніципального закону, відомого як Ordenanza Municipal N° 1634, прийнятого в 1974 році, коли Сіксто Дуран Баллен був мером Кіто. Прапор розділений на шість вертикальних смуг однакової ширини, з яких чотири внутрішні червоні (Pantone red 185c), а дві зовнішні сині (Pantone reflex blue 281c). Стаття 1 також рекомендує, щоб прапори були розміром 2,40 метри на 1,60 метри, що робить його пропорції 3 на 2. Кольори позначають кров Кітеньоса, а також моря та небо. У центрі прапора розміщено герб міста або іноді лише більш простий замок, який символізує силу, шляхетність і вірність місту.

## Попередній прапор

Прапор Першої ради автономного уряду Кіто

«Патріоти 10 серпня» прийняли як свій прапор червоний прапор із білим вітрилом, щоб вказати на свою опозицію до Іспанії, військовий прапор якої був білим із червоним вітрилом Святого Андреса (відомим як Бургундський хрест.  Цю емблему використовували патріоти, які чинили опір іспанській контратаці в 1812 році. Вони були захоплені роялістськими військами Торібіо Монтеса та Хуана де Самано в битві при Ібаррі в грудні того ж року.  Протягом значної частини 20-го століття через помилку в транскрипції частини битви при Ібаррі вважалося, що прапор Кіто був повністю червоним і підтримувався білою «жердиною». Під час святкування 200-річчя 10 серпня 1809 року це було виправлено.

## Зовнішні посилання
- Текст муніципального рішення Ordenanza № 1634
- Символи міста на офіційному сайті міської ради столичного округу Кіто